# Paracynictis selousi
La mangosta de Selous (Paracynictis selousi) es una especie de mamífero carnívoro del sur de África. Es el único miembro del género Paracynictis. Tiene un color gris leonado. 

## Distribución
Esta especie se encuentra en los siguientes países del sur de África: Angola, Botsuana, Malaui, Mozambique, Namibia, Sudáfrica, Zambia y Zimbabue.

## Hábitat
La mangosta de Selous se alimenta de insectos, lagartos, ranas, aves y roedores pequeños. Sus hábitos sociales son prácticamente desconocidos.